# Robert K. Merton
Robert King Merton (Philadelphia, 5. lipnja 1910. – New York, 23. veljače 2003.), američki sociolog.

## Životopis
Parsonsov je učenik i jedan od glavnih predstavnika funkcionalizma u sociologiji. Ali, on se istovremeno oslobodio neposrednog utjecaja svoga učitelja i počeo razvijati vlastito shvaćanje sociologije. Stoga se danas često govori o dvije varijante funkcionalizma - Parsonsovoj i Mertonovoj.
Merton, prije svega, podvrgava kritičkoj analizi klasične oblike funkcionalizma, uključujući i osnovne postulate: postulat funkcionalnog jedinstva, postulat univerzalne funkcionalnosti i postulat nezaobilaznosti, od kojih su polazili utemeljivači funkcionalizma. Drugo, njega ne zanima stvaranje totalnog sustava sociološke teorije koja bi bila sveobuhvatna. Razlog je tome njegovo uvjerenje da sveobuhvatna sociološka teorija nije prikladna kao polazište za konkretna sociološka istraživanja. Umjesto toga razvija ideju o tzv. teoriji srednjeg obima kao posrednici između općih teorija društvenog sustava i detaljnih deskripcija koje nisu nimalo uopćene. 
Merton je razvio utjecajne sociološke koncepte, poput neželjenih posljedica i samoispunjavajućeg proročanstva.

### Mertonov obrazac funkcionalne analize u sociologiji
Ono po čemu je taj sociolog osobito poznat, njegova je teorija funkcionalne analize kao metoda za izučavanje društvenih pojava, zbog čega je često poznata i pod nazivom Mertonov obrazac funkcionalne analize u sociologiji.
Naime, u svoju analizu on uvodi razlikovanje funkcionalnih, disfunkcionalnih i nefunkcionalnih posljedica koje omogućavaju adaptaciju ili prilagođavanje datog sustava. Uvođenjem postulata disfunkcije Merton dovodi u pitanje Parsonsovu tezu da su kulturni uzori i društvena djelovanja usklađeni u pravcu društvene integracije. On smatra da adaptacija ili prilagođavanje čovjeka u društvu ne ovisi o samo jednom elementu - konformizmu čovjeka koji vodi socijalnoj integraciji. Na adaptaciju čovjeka utječu i različite disfunkcionalne posljedice, prije svega oblici devijantnog ponašanja, kao što su inovacija, ritualizam, povlačenje i pobuna, koje ometaju i smanjuju adaptaciju i prilagođavanje sustava.
Mertonu se, u pravilu, pripisuje zasluga da je, šezdesetih godina, pridonio novoj orijentaciji funkcionalizma, orijentaciji na empirijska istraživanja. Ali, sve to nije moglo zaustaviti opadanje utjecaja te teorijske orijentacije u sociologiji u to vrijeme.